# 관코과일박쥐
관코과일박쥐(Nyctimene albiventer)는 큰박쥐과에 속하는 박쥐의 일종이다. 오스트레일리아와 인도네시아, 파푸아뉴기니 그리고 솔로몬 제도에서 발견된다.